# レジェンド オブ ドラグーン
『レジェンド オブ ドラグーン』（The Legend of Dragoon）は1999年12月2日にソニー・コンピュータエンタテインメント (SCEI) より発売されたPlayStation用ゲームソフト。ジャンルはロールプレイングゲーム。

## 概要
発売当時はスーパーグラフィックRPGとして、TVCM時に目の体操をさせるなど、その映像のクオリティを前面に押し出した販促を展開していた。
挿入ムービーの品質はPS用ソフトとは思えないほど高美麗で、全世界規模による最大かつ最高のコンピュータグラフィックスの祭典「SIGGRAPH」でも1999年に入選作品として選定された。また、町並みやダンジョンなどのマップ及び背景ポリゴンの質感も、高いクオリティーのテクスチャマッピングを活かしたCGグラフィックで描かれている。
2010年12月22日よりゲームアーカイブスからPlayStation PortableとPlayStation 3対応ソフトとして配信が開始された。2023年2月21日にはPlayStation Plusのクラシックスカタログ配信タイトルに追加され、PlayStation 4とPlayStation 5でもプレイ可能になった。

## ストーリー
世界が構築された直後には、地上に生命は存在していなかった。創造主ソアは一つの種子を大地に落とした。それは「神木樹」と呼ばれる生命の木が大地より発芽し大樹となった。108の実を付け、そこから108種族が誕生した。実った果実からは新たな生命が生まれた。
しかし、この世界に生命が誕生して間もない頃、多くの種族は地上の覇権を巡る争いを繰り広げていた。誕生と死滅、発展と衰退を繰り返し、現在まで生き残っている種族は半数程度に減っている。すべての種族には、神木樹に実をつけた順番によって、後にゆくほど高等な生物ということになっている。
時は流れ、魔力を持つ「有翼人」と呼ばれる種族が他の種族を支配していた。魔力を持たない「人間」は、強靭な生命力を持つ「ドラゴン」の力を得た竜騎士「ドラグーン」を生み出し、有翼人に戦いを挑んだ。激しい戦いの末、敗れた有翼人は姿を消し、人間の時代が訪れた。この戦いは「ドラゴン戦役」と呼ばれ、語り継がれる事となる。
それから1万1千年の後。剣士ダートは故郷と両親の仇である「黒き魔物」への復讐の為に旅をしていた。第二の故郷であるセレスへと一時帰郷する最中、既に絶滅したとされるドラゴンに襲われ、窮地に立たされるが、謎の女性ロゼに助けられる。
急ぎセレスに戻ったダートは、敵国であるサンドラ帝国によって村が焼き払われ、幼馴染の少女シェーナが連れ去られた事を知り、彼女を助ける為にヘルライナの監獄へと乗り込んでいく。
それが世界の運命を賭けた長い旅の始まりになるとも知らず…。

### 第一章「セルディオ争乱」
ヘルライナの監獄に乗り込んだダートは、収監されていたバージル公国の騎士ラヴィッツと協力してシェーナを助け出して脱出する。その後、王都ベールで国王アルバートと謁見し、第二の故郷を失いかけた責任から戦争を終わらせるべくバージルへの協力を決意。ラヴィッツ、シェーナと共に城塞都市ホークスの防衛と向かう。サンドラ軍はダートを襲ったドラゴン・緑牙竜フェルブランドを保有しており、前線であるホークスをそれで一気に攻め落とすかもしれないのだ。やがてサンドラ軍はホークスを襲撃してきたがその中に居たのはギガント族のコンゴールであり、ドラゴンほどの脅威ではないにしてもその怪力でダートを追い詰める。そこにあの黒い女剣士ロゼが現れてダートを救い、彼女に呼応するようにダートは赤眼竜のドラグーンへと覚醒してコンゴールを撃退した。ダートの父の形見はドラグーンへの変身を可能とする魔眼「ドラグーンスピリット」であり、ロゼも暗黒竜のドラグーンだった。人間ではドラゴンに太刀打ちできないがドラグーンなら勝算はある。ダートに興味を持ったロゼを仲間に加え、一行はフェルブランドの棲む竜の巣を目指す。
巣ではラヴィッツの父の仇にして碧緑竜のドラグーンでもあったグラハムがフェルブランドと共に待ち受けており、死闘の末にこれを倒す。ラヴィッツはグラハムからスピリットを受け継いでドラグーンとなり、ドラゴンの毒で倒れたシェーナを治療する過程で彼女も白銀竜のドラグーンとなった。その後、一行は商業都市ロアンで勇者大会に参加しつつ休息を過ごし、ダートの友人である老拳士ハッシェルと銀髪の剣士ロイドと出会う。しかし直後、サンドラ軍がベールを奇襲してアルバートが囚われたことを知り、一行はハッシェルも加えて再びヘルライナの監獄に乗り込む。しかしそこに現れたロイドがアルバートの体から国宝「月の宝玉」を取り出し、挑み掛かったラヴィッツは彼の持つ「ドラゴンバスター」に貫かれて命を落としてしまう。
悲しみに暮れる一行だったが、ラヴィッツからスピリットを受け継いだアルバートの大胆な作戦により、皇帝ドウエルを討って戦争を終結させるべくサンドラ帝国の帝都カザスへと乗り込む。再び立ちはだかるコンゴールを下し、紫電竜のドラグーンだったドウエルを遂に倒す。しかし戦争が終わってもシェーナが狙われた理由は未だ不明で、月の宝玉もロイドに奪われたままだった。そしてロイドの背後にはドラゴン戦役時代の人間の指導者ディアス聖帝を名乗る黒幕が存在し、スピリットもその人物が与えていると言う。ダートは全ての謎を解き明かすべく、ロイドを追う事を決意。王の地位を一時捨てたアルバート、ドウエルのスピリットを受け継いだハッシェルを改めて迎え、セルディオを旅立つのだった。

### 第二章「銀色の影」
砂漠の国ティベロアの王都フレッツに辿り着いた一行だがロイドの手掛かりは掴めず、次は花の都ドナウを目指すことにする。しかしその途中、ダートは盗賊団にスピリットを奪われてしまう。彼らはドナウでも暴れ回っているゲーリッヒ盗賊団であり、重力崩壊の谷の向こうにあるギガント族の廃都を根城にしているという。盗賊団相手に奮闘していた踊り子のメルを仲間に加え、一行はスピリットを取り戻すべく通行許可を求めて王城ツインキャッスルに向かい、ジオール王と謁見する。そこで第2王女のリサから、第1王女エミルが別人のように豹変したことと、関連している可能性のある盗賊団について調べる依頼を受ける。
盗賊団のアジトである廃墟に辿り着くと、実は盗賊団の創設者ゲーリッヒはハッシェルの元弟子であったことが判明。戦いを経て崩落に巻き込まれそうになった一行だが、ドウエルを倒した一行に興味を持って駆けつけたコンゴールに救われ、ゲーリッヒは最期にハッシェルと和解して息を引き取る。同時に城にいるエミルが偽物だと判明し、コンゴールを加えた一行は急ぎツインキャッスルに向かい、異空間に閉じ込められていた本物のエミルを救出する。偽物の正体は盗賊団首領の有翼人リーナスだった。彼女はティベロアの神器「月の短剣」を奪ってイリサ湾の向こうへ飛んでいく。一行はジオール王に軍艦「クイーン・フューリー号」を貸し出され、イリサ湾を越えることになる。その途中で幽霊船と遭遇し、ダートとロゼが海に落ちてしまった。仲間とはぐれたが二人は無事であり、ロゼはダートの寝顔から1万1千年前を思い出す。彼女はドラゴン戦役で戦ったドラグーンの一人であり、有翼人の指導者メルブ・フラーマとの最終決戦で恋人のジークを失っていた。
仲間と合流した二人はイリサ湾で暴れる海竜を倒しに獄竜島へと向かい、ロイドに月の短剣を渡していたリーナスと遭遇する。やはり裏で糸を引いていたのはロイドだった。蒼海竜のドラグーンとなったリーナスと蒼波竜リゴールを倒し、今度はメルがそのスピリットを受け継いだ。ロイドには逃げられたが、一行は一旦ツインキャッスルに戻り、歓待される。宴で一時の休息を過ごす中、ダートはドレスに身を包んだシェーナと口付けを交わす。

### 第三章「運命（さだめ）と魂（スピリット）と」
最後の月の神器を狙うロイドは神聖王国ミール・セゾーへ向かい、その後を追ってダート一行も上陸する。水の都ファーニの狼騒動を経て王都デニングラードに到着し、ミール・セゾーの四聖女と関わりを持つ。その一人、第3聖女ウインクは以前、盗賊に襲われた際にロイドに助けられていた。そんな中、最強のドラゴン神竜王が復活し、暴れ回る。一行はロイドの関わりを疑いつつ、神竜王を倒すべく手段を求め、実は有翼人だったメルの案内で有翼人の森へ向かうことになる。しかしその時、シェーナの手からスピリットが離れ、第1聖女ミランダの手に渡ってしまう。
力を失ったシェーナを残し、後を託されたミランダを加えた一行は有翼人の森にて長老より「竜封じの杖」を持ち出す許可を得る。かつての有翼人の首都カデッサの跡地より竜封じの杖を入手するも、神竜王がデニングラードを襲撃し、神竜砲の直撃で王城クリスタルパレスは無惨に破壊されてしまう。シェーナの不思議な力によって女王テレサは無事だったが、そのシェーナは自身の力に錯乱して倒れてしまう。一行は急ぎ神竜王の問題を片付けるべく死竜山へ向かうが、先にロイドが神竜王と戦っていた。一行は結果として共闘する形となり、竜封じの杖によって弱体化させた神竜王を撃破。とどめを刺したロイドは神竜王のスピリットを手に入れる。神竜王はロイドが復活させたのではなく、ロイドも自身にとって脅威である神竜王を倒すべく戦っていたのだった。その後、逃走したロイドはウインクが有翼人のバーデル弟に襲われている場面に遭遇し、再び彼女を助けるものの傷を負ってしまう。治療のためにウインクにクリスタルパレスに案内されるが、テレサを人質に取って再び逃走する。一行はロイドを追い、氷河の奥にあるフランベルの塔に乗り込む。ロイドはテレサに協力させて最後の神器「月の御鏡」を手に入れていたが、追ってきたダートとの対決に敗れる。しかしとどめを刺そうとした時に彼をウインクが庇った。彼女はシェーナがディアス聖帝に攫われたことを告げ、ダートはロイドを殴り飛ばし、「最後まで付き合ってもらう」と言って黒幕であるディアス聖帝の元へ案内させる。その途中、ロイドはディアス聖帝の語る理想郷の実現のために協力していたと明かす。
一行は帝都ベルウェブの跡地にてディアス聖帝と対面する。しかしディアス聖帝の真の目的は月の神器によって破壊神ヴァラージエンブリオを誕生させ、今の世界を滅ぼして新世界を創造することだった。そして騙されていたことに怒ったロイドを返り討ちにし、正体を明かす。彼は1万1千年前の赤眼竜のドラグーンであり、ロゼの恋人、そしてダートの父であるジークだった。同時に、シェーナが破壊神の魂である「月の神子」であること、そしてロゼこそが破壊神誕生を阻止するべく108年毎に生まれる月の神子を殺し続けていた黒き魔物の正体だと明かされる。ジークはシェーナと月の神器と共に消えていき、ダート達はそれを成す術もなく見ていることしかできなかった。

### 最終章「沈まぬ月 終わらぬ運命」
一行は全ての真実と、これから成すべきことを知るべくデス・フロンティアを進み、春風の町ウララを目指す。ウララにはドラゴン戦役から1万1千年前もの時を生きている有翼人達が住んでおり、メルブ・フラーマの姉のシャルル・フラーマが指導者を務めていた。シャルルは破壊神誕生には3つ残る「封魔球」を破壊する必要があること、その手段が月の神器であること、そして封魔球は有翼人の都に存在することを語る。ジークの野望を阻止し、シェーナを救い出す決意を新たにしたダートは、過去の因縁とも決着を付け、仲間と共に再び旅立つ。
ハッシェルの故郷ルジュを経由して魔都アグリスへ向かい、有翼人の技術者サヴァンと出会う。彼は破壊神の封印をより強固にする装置ムートを開発していたが、ジークの策略により暴走させられ、一行に道を示して封魔球ごと爆死する。サヴァンの導きによって法都ゼネバトスに向かうが、ここでも足止めを喰らって封魔球の破壊を許してしまう。最後の封魔球を守るべく死都メーフィルに向かうが、そこに現れたのはラヴィッツの魂だった。思わぬ仲間との再会に喜びを隠せないダートとアルバートだったが、直後にラヴィッツは闇の住人によって怨霊と化してしまう。しかしラヴィッツは自ら支配を脱し、ダート達に封魔球への道を切り開いて昇天していった。一行は封魔球の間に辿り着くが、それも虚しく最後の封魔球も破壊されてしまい、破壊神の肉体である「沈まぬ月」が落ち始める。しかしダート達は「まだ足掻ける」と諦めずにサヴァンの作った魔法生物クーロンに乗って月へと向かう。神木樹の上に落ちた月を目指し、一行はその内部へと乗り込む。
そこは破壊神が作り出した精神世界であり、一行は一人一人が自身の過去や内面と対峙し、それを乗り越える。最新部では月の核とシェーナが融合を果たそうとしており、待ち受けていたジークはダートのスピリットを奪って襲いかかってくる。しかしやがて、ジークの中からメルブ・フラーマの魂が現れた。彼はジークに倒された際にスピリットに憑依しており、黒き魔物がニートを襲った時、ジークがスピリットを解放したことで復活を遂げたのだ。それからジークの体を乗っ取り、ロイドを操って破壊神誕生のために行動していたのだった。メルブは自ら核と融合し、破壊神と一体化する。そこに生きていたロイドが駆け付け、メルブに戦いを挑むも敗れて致命傷を負う。ロイドは神竜王のスピリットとドラゴンバスターをダートに託して息を引き取る。神竜王のドラグーンとなったダートは仲間と共に神・メルブとの最後の戦いに挑み、長い死闘の末に遂には神竜砲でメルブに致命傷を与える。シェーナを助け出したダートに満身創痍のメルブが迫るが、正気を取り戻したジークはロゼと共にメルブに特攻し、爆発する月と運命を共にする。ダートは父とロゼの名を叫び続けるしかなかった。

### エピローグ
戦いが終わり、ドラグーン達はそれぞれの場所へと帰っていく。ハッシェルはコンゴールを連れてルジュへ、ミランダは「家族」の待つデニングラードへと帰り、メルは幼馴染のガラーハと共に外の世界へと飛び出していった。アルバートはエミルを妃として迎え、バージルとサンドラが一つに戻ったセルディオ国の王となった。ダートは親友ラヴィッツの生家を訪れ、彼と交わした約束を果たし、その後はシェーナを伴ってセレスへと帰郷した。そして月と神木樹の跡地には、赤眼竜と暗黒竜のドラグーンスピリットが寄り添うように残っていた。

## 世界観
エンディネス大陸という架空の世界に神話レベルからの歴史を構築し、練り込まれた独自の世界観を生み出している。広い世界のあちこちに現実世界によく似た地域が再現されているので、幻想的な要素に加え、自然や人々の暮らしを味わうこともできる。またディスクをCDプレーヤーで再生すると、オープニングで流れる音がイントロとして始まる曲を聴くことができる。

## アディショナルシステム
アディショナルシステムとはこのゲームにおける攻撃の基本システムで、通常攻撃にあたる。画面に表示されるサイトに合わせて○ボタンをタイミングよく入力することで連続攻撃を繰り出すことができる。
アディショナル技はキャラ毎に数種用意されておりレベルアップにしたがい覚えられる。アディショナルによってはサイトの色が青になることがあり、この際はサイトに合わせて×ボタンを押すことで成功となるが、失敗するとアディショナルが中断されるだけでなく敵からの反撃も受けてしまう。
アディショナル技には最大5までのレベルが設定されており、成功回数の増加にしたがい強化され段階的に攻撃力と取得SPが増えていく。
弓使いであるシェーナとミランダはアディショナルが使用できず、攻撃時には一本の矢を射るのみ。その代わり、D.Lvが上がれば取得SPも上昇していく。

## ドラグーン変身
通常攻撃のアディショナルによりSPを取得するとSPゲージが上昇し、ドラグーンに変身できるようになる。ドラグーン変身時はキャラのパラメータ（物理攻撃力、物理防御力、魔力、魔法防御力）が大幅に上昇し、変身することでその時点で被っていたあらゆるステータス異常を打ち消し、変身中は即死攻撃を除くステータス異常を防ぐことができる。ドラグーン変身時には通常のコマンド（攻撃、防御、アイテム使用、逃走、ドラグーン変身、スペシャルドラグーン変身）に代えて、ドラグーン固有の物理攻撃（ドラグーンアディショナル）とMP消費によるドラグーン魔法が使用可能になる。ドラグーン変身時には各キャラに固有の変身モーションを堪能することができる。

### ドラグーンレベル
ドラグーンスピリットに認められた時点ではドラグーンレベルは1で1ターンしか変身していられないが、各キャラの通常アディショナルによってSPを取得していくことによってドラグーンレベル(D.Lv)を最大5まで上げることができる。ゲージが満タンでもD.Lv上昇に必要なSPは獲得される。D.Lvの上昇に伴い、SPゲージの上限が増え、ドラグーンに変身していられるターン数が増加し、ドラグーン変身による攻撃力、防御力、魔力、魔法防御力の上昇率（ドラグーン強化率）が上昇し、使用可能な魔法とMPの上限が増える。

### スペシャルドラグーン変身
パーティメンバー3人ともSPゲージが満タンの際にスペシャルコマンドが発生し、これを実行すると、メンバー全員がドラグーン変身し、実行したキャラのドラグーン空間が発生し、実行キャラのドラグーンアディショナルは無条件で完全成功する。ドラグーン空間ではスペシャルコマンドを実行したキャラの属性の魔法（属性武器による物理攻撃も含む）の威力が1.5倍となり、反属性の魔法の威力が半減する。

## 属性
すべての戦闘に登場するキャラ、モンスターには属性がある。属性は魔法を含む属性攻撃によるダメージを左右する。
- 炎⇔水
- 風⇔土
- 光⇔闇
上記の属性は対立し、対立する属性（反属性）同士は威力が1.5倍となり、同じ属性同士は威力が半減する。
- 雷
反属性はない。雷属性同士は威力が半減する。
- 無属性
文字通り属性の概念がなく、反属性や無属性同士の威力の半減もない。

以上8種の属性がある。

## 登場キャラクター

### ドラグーン
ダート（声：関智一）
赤眼竜ドラグーン - 炎属性、神竜王ドラグーン - 無属性
本作の主人公。23歳。故郷、ニートの村を滅ぼした「黒き魔物」を倒す為に旅を続けていたが、戦火が広がった事で第二の故郷であるセレスに戻って来た。シェーナを助け出す為にヘルライナの監獄に乗り込んだ事を皮切りにセルディオの騒乱に巻き込まれる。その後、ホークスでの戦いでドラグーンとして覚醒。当初は戦争終結後は再び黒き魔物を追う旅に出ようと考えていたが、シェーナが狙われた理由やラヴィッツを殺したロイドの目的など、自分達を取り巻く謎を解き明かすべく旅立つ事を決意。やがてエンディネス大陸を襲う破滅の運命へと立ち向かっていく。
正義感の強い熱血漢だが年相応の思慮深さや冷静さも併せ持つ性格。一方でシェーナからの想いを知りながら彼女を頑なに「妹」と思おうとするなど、恋愛については奥手で鈍感であり、割とナイーブな面もある。仲間達（主にメルとハッシェル）にツッコミを入れる事もしばしばだが、逆に選択肢次第では素っ頓狂な事を言い出す事も。
父の形見として赤眼竜のドラグーンスピリットを肌身離さず持っている。しかし彼自身はその石が何なのかは知らず、ドラグーンに覚醒した事で初めてその本質を知る事になる。
長き旅を経て、沈まぬ月の核で父・ジークと対峙。赤眼竜のドラグーンスピリットを奪われてしまうが、ロイドに託された神竜王のドラグーンスピリットによって最強のドラグーンへと進化。破壊神となったメルブ・フラーマと戦い、正気を取り戻した父ジークと協力して追い詰める。ジークとロゼの犠牲によってメルブ・フラーマを退けるが、沈まぬ月から脱出の直前、怨念のみで追ってきたメルブ・フラーマと再び対峙。神竜砲によって今度こそ消滅させ、世界を救った。
ロゼ（声：冬馬由美）
暗黒竜ドラグーン - 闇属性
妙齢 (?) の謎の漆黒の髪の美貌の女性。推定年齢26歳。様々なことを知るようだが秘めていることも多い模様。フェルブランドに襲われていたダートを助けた。その際、自身の持つドラグーンスピリットが共鳴した事で彼に興味を持ち、後にドラグーンとしてダートの元に現れる。本人曰く、ダートの旅に付き合う理由はダート達が気になる為と、「気晴らし」であると言う。あまり感情を表に出さないクールな性格で誰に対しても基本的にドライな態度で接し、言動もキツく容赦が無い。しかしそれは運命に翻弄され続けた故でもあり、本来は優しい性格である。怒らせると怖く、「怪物だったら私が皆殺しにしてあげるわよ」などと恐ろしげなことを口走り、周りをドン引きさせることも。
その正体はドラゴン戦役で戦ったドラグーンであり、同時にダートの敵である黒き魔物自身である。ドラゴン戦役を生き延びた後は破壊神の誕生を阻止する為に魔法のチョーカーによって己が時間を停止し、敢えて汚名を被って月の御子を殺し続けていた。帝都ベルウェブにてジークによってダートにも素性を知られ、一時はダートにも感情を爆発される。後にウララにてダートに剣を向けられ、それに応えてダートが自分より強くなったと悟り、殺して仇を討つように促す。しかしこの時点でダートは既に真実を知って為すべき事を自覚しており、「黒き魔物はたった今、死んだ」と過去に折り合いを付け、ロゼを改めて仲間として迎え入れた。
最終決戦において正気を取り戻したジークと共にメルブ・フラーマにドラゴンバスターを突き刺し、スピリットの力を暴走させて爆発を起こす。ダート達が脱出する中、「私達はこの時代に居てはいけない」と語り、ダートに別れと感謝の言葉を告げ、そのまま沈まぬ月の爆発に巻き込まれて死亡した。
シェーナ（声：岡村明美）
白銀竜ドラグーン - 光属性
18歳。ダートの幼馴染で、セレスの村に住む少女。セレスが襲撃された際にヘルライナの監獄へ連れ去られる。ダートによって救い出され、以降行動を共にする。守られてばかりの立場になる事を嫌がり、弓矢を手に気丈に戦う。手当ての心得もある。心優しく慈愛に満ちた性格の一方、年相応に恋愛に積極的で、幼少期から好意を抱いているダートにさり気ないアプローチを掛ける事もしばしば。フェスターに「美しい人」と評されるほどの美少女だが、ダートには未だ子供扱いされる事が多く、その都度微笑ましい喧嘩を繰り広げている。故に当のダートには「妹のようなもの」と見られていたが、旅を通じて変化が生じていく。料理は得意だが昔は下手だったらしく、ダートには未だ不安視される。
序盤では沼で足を挫いたり、フェルブランドの毒で体調を崩すなど、戦士ではない普通の少女であるが故に仲間の足を引っ張ることもあった。フェルブランドの毒に耐え切れず倒れた際、その治療薬になるという「ドラゴニ草」を探しに行ったシャーリー神殿にて、シャーリーより託された白銀竜のドラグーンスピリットと共鳴し、ドラグーンに覚醒した。
大蛇モンスターのウロボロスを謎の光で消滅させるなど自身にも判らない不思議な力を発動させる事があり、また、ヴァラージと謎の共鳴を起こす事、セレスが襲われたのはその自分が狙われた為であった事から自身に秘められた力に恐れを抱くようになる。リゴール討伐後、ツインキャッスルにてダートに告白。その後の舞踏会にてドレスに身を包み、ダートと口付けを交わした。しかしそれから間もなくドラグーンの力を失い、戦線離脱する。クリスタルパレスでダート達の帰りを待っていたが、神竜王の襲撃の際にまたしても謎の力が発動し、女王テレサの命を救う。しかしその不可解な力への恐れからパニックに陥り、昏倒していたうちにディアス聖帝（ジーク）に誘拐された。
彼女の正体はミール・セゾー女王テレサの実の娘であり、18年前に殺されたルヴィア姫の双子の姉妹である。双子は不吉とされるミール・セゾーの風習に倣い、生まれて間もなく助産婦達に母と引き離された末にセレスの村長夫妻に引き取られていた。それと同時に破壊神ヴァラージエンブリオの魂の依代「月の御子」でもあり、破壊神誕生を目論むジークの手によって沈まぬ月の核へと連れ去られる。しかし破壊神との融合が果たされる直前、メルブ・フラーマが自ら核と融合した為に用済みとして放置された。ダートがメルブ・フラーマを倒すと同時に目を覚まし、無事救出される。
ラヴィッツ（声：大黒和広）
碧緑竜ドラグーン - 風属性
バージル公国第1騎士団長。34歳。忠誠心強く、友情に厚い漢。早くに父を失った為に母想いであるが、母の手料理の良さを豪語したり王都への帰還時には母に会うべく実家に寄りたがったりとマザコンな一面もある。"フラウアストーム" では桜が舞う。ヘルライナの監獄を脱獄した際にダートと知り合い、旅を通じて固い友情を交わし、共に戦い信頼関係を築く。ダートとシェーナの仲を応援しており、二人の為に御膳立てをしたり、シェーナを一人の女として見られないダートに助言を送るなどしている。
父の仇であるグラハムを討ち、その本心を聞いた後に彼の碧緑竜のドラグーンスピリットを受け継ぐ。しかしアルバートを救出に向かったヘルライナの監獄にてロイドのドラゴンバスターの前に倒れ、ダートに「強く生きろ」と言い残して息を引き取る。碧緑竜のドラグーンスピリットはアルバートへと受け継がれた。
終盤、魂として「死都メーフィル」にてダートたちと再会するも、闇の住人ザグウェルと寄生生物メノンに操られ、「怨霊ラヴィッツ」と化してダート達に襲い掛かってしまう。しかしダートの身を挺した説得に正気を取り戻し、自身の身体ごとメノンを貫いて支配を脱した。そしてダート、アルバートと三人で永遠の友情を誓い合い、残された力でダート達を封魔球の元へ導いて消えて行った。メルブ・フラーマを倒した後、ダートはかつてラヴィッツを交わした「戦争が終わったらベールで一杯やろう」という約束を果たす為に彼の実家を訪れ、グラスに酒を注いだ。
アルバート（声：三木眞一郎）
碧緑竜ドラグーン - 風属性
バージル公国国王。26歳。20年前に父・カルラ王が殺害された事でセルディオが二国に分裂した際、バージル公国の王となる。ラヴィッツは幼い頃からの友人であり、武芸の師匠にもあたる。彼の体内には月の神器の一つである月の宝玉が埋め込まれており、ヘルライナの監獄にてロイドに奪われた。ラヴィッツの死後、碧緑竜のドラグーンスピリットを受け継ぎ、ダート一行に加わり、ラヴィッツ仕込みの槍捌きで戦う。ドウエル討伐後もロイドを討つまではドラグーンの一員として戦う事を決意。一時王の身分を捨て、ノイッシュに執務を任せて旅立つ。
容姿端麗で聡明な王であり、誰に対しても丁寧な口調と物腰柔らかな態度で接する。国民からの信頼も篤い。一方、理論派で理屈っぽい所や、やや天然な一面もある。ロマンチストな性格でもあり、旅の途中にティベロアのエミル姫と恋に落ち、二人で惚気たりクサい台詞を口にして周囲を辟易させる一幕も。トマトが苦手で質素な食事を好む。
ハッシェル（声：稲葉実）
紫電竜ドラグーン - 雷属性
ルジュの村に伝わる竜樹式（るじゅしき）古武術の正統伝承者。70歳。蒸発した娘探して20年、旅を続けているという陽気なじいさん。ダートとは旅の途中で知り合っていた。娘が蒸発したのは自分の未熟さから来る過度の厳しさ故であると旅を通じて悟り、現在では娘を探すと言いながらも気ままな旅暮らしを送っている。ダート曰く「真剣なのは戦ってるときだけ」で、まごつくダートの代わりにシェーナとデートしようとしたり、つまみ食いしようとして厨房に忍び込んだりなど、その振る舞いは茶目っ気そのもの。しかし鍛え抜かれた技と肉体は老いても衰えを知らず、また冷静さを失ったラヴィッツを嗜めるなどいざとなれば年長者としての貫禄を見せる。
武闘会でダートと再会し、彼等に協力する。ドウエルを倒した後、一人立ち去ろうとするが、ドウエルの持っていた紫電竜のドラグーンスピリットにより覚醒し、以降も旅に同行する事になる。
実はその行方不明の娘こそダートの母親であり、ダートの実の祖父ということになる。これはシェーナが歌っていた歌がクレアが歌っていたものと同じであり、その歌はダートが母から聴かせてもらっていたものだと知った事で気付く。ダート自身もいつの間にか気付いており、最終決戦前にそれを確認した。本人曰く、「ダートは若い頃の自分に似ている」。
コンゴール（声：菅原正志）
黄金竜ドラグーン - 土属性
ギガント族の最後の生き残りで、誇り高き戦士。37歳。幼いころドウエルに拾われて以降忠誠を誓う。口調は片言だが、性格は理知的で冷静。当初はサンドラ軍の猛将としてホークスの町を襲撃し、ダートを一度は追い詰めるがドラグーンの力の前に敗北。ブラックキャッスルではドラゴンの骨で作られた鎧を纏って立ち塞がるも、再び敗北する。その後は自分を殺さずに生かし、ドウエルをも倒したダート達に興味を抱き、彼らの後を追う。そして巨人の里でダート達の危機を救い、その旅に同行する事に。以降は種族を越えた「仲間」という存在に充足感を抱くようになる。本人曰く、手先は器用。戦いの後はルジュに住むようになった模様で、エンディングにてハッシェルから武術の稽古を付けられている姿が描かれる。
彼のドラグーンスピリット入手のイベントは任意であり、仲間になった直後に入手する事も可能だが、気付かなければいつまでもドラグーンになれずに進む事になる。その場合はラストダンジョンで入手する事になる。
メル（声：川上とも子）
蒼海竜ドラグーン - 水属性
花の都ドナウの踊り子。露出度が高い格好をしている。いつも元気で、パーティーのムードメーカー。一人称はボク。子供扱いされることを嫌がるが、実際メンバーで最も子供っぽい性格。しかし心は強く、実はシリアスな一面も持っている。盗賊団を倒す為にダート一行に同行。リーナスを倒した時にその蒼海竜のドラグーンスピリットを受け継ぐ。武器は長いハンマーであり、ドラグーン変身すると巨大化する。
正体は有翼人である。故郷には幼馴染みで婚約者のガラーハが居るが、隠れ里で一生暮らすのを嫌がり飛び出して現在に至る。外見は16歳程度の少女だが有翼人である為、実年齢はそれ以上。同じく陽気なハッシェルとつるむことが多い。
ミランダ（声：沢海陽子）
白銀竜ドラグーン - 光属性
ミール・セゾーの第1聖女で「武」を司る。男前なお姉さん。30歳。封魔球の下でシェーナから突如離れた白銀竜のドラグーンスピリットを受け継ぎ、シェーナと入れ替わる形でパーティに加わる。鎧のデザインはシェーナと変わっており、ミニスカートを基調としたシェーナの鎧と違ってロゼの鎧に近いものになっている。嫌いなものはバラの花。それは実の母に捨てられた過去に起因するもので、彼女に言わせれば、バラは棘に刺さった生き物の血で鮮やかな赤を保っているらしい。母への恨みから、テレサの為と言いながらも戦いに明け暮れる日々を送っているが、沈まぬ月にて母の幻と対峙した事でそんな自分を顧みる事になる。

### 敵対者
ロイド（声：速水奨）
銀髪の貴公子。残像剣の使い手で凄まじい剣の腕を持ち、ロアンの勇者大会でダートとハッシェルを圧倒する。実はバージル、サンドラ両国の上層部に取り入って暗躍し、セルディオの騒乱を掻き乱していた張本人。竜殺しの剣「ドラゴンバスター」の使い手であり、ドラゴンやドラグーンでは太刀打ちできない。ラヴィッツもその剣に掛かって命を落としてしまう。セルディオの騒乱終結後も、ティベロア、ミール・セゾーと国を跨って暗躍する。物語後半までは彼を追う事が旅の目的となる。正体は有翼人であり、外見年齢は28歳程度だが、実年齢は53歳。
全ては有翼人栄華を取り戻すため、ディアス聖帝の命で動いている。目的の為なら非情な手段も厭わない。しかし彼の目的はあくまで現在の世界をより良い理想郷に変える事であり、世界の破壊や人間の滅亡、新世界の創造といった事は望んでおらず、人間に敵愾心を抱いている訳でもない。故に人間の根絶やしを望むバーデル弟に「人間のいない世界など、今の有翼人が閉じこもっている森と変わりない」と言い放っている。また、血塗られた道を歩む愚か者は自分一人で十分だとしてリーナスには人間を誰も殺さないように指示したり、脅して強制させたとはいえテレサの協力には跪いて感謝の意を示すといった一面も。ウインクについては二度も命を救っているが、その理由をダートに尋ねられた際には「理由などない」と答えている。
死竜山にて結果的にダート達との共闘によって神竜王を倒し、そのドラグーンスピリットを手に入れるもドラグーンになる事は出来なかった。その後、フランベルの塔にて黒い鎧を纏い、ダート達と対決。一時はダートに殺されそうになったが、ウインクに庇われる。ディアス聖帝に後を委ね、自分は今までの所業の報いを受けるべきだとしてダートに殺すように促すも、ダートには「最後まで付き合ってもらう」と殴られ、全ての元凶であるディアス聖帝の元への案内役を務める事になる。
結果的にはディアスを騙ったジーク（に憑依していたメルブ・フラーマ）に利用されており、帝都ベルウェブにてジークの魔法の前に消え去る。しかし実は生きており、最終局面で月の核にてダート達に加勢。黒幕であるメルブ・フラーマに戦いを挑むも敢え無く致命傷を負わされ、ダートに神竜王のドラグーンスピリットとドラゴンバスターを託して息を引き取った。
ジーク・フェルド（声：大塚明夫）
ダートの父。18年前の黒き魔物の襲撃の際、逃げ遅れた人々を救出する為に燃える村に戻り、それ以来行方不明になっている。翌朝、村の焼け跡には赤眼竜のドラグーンスピリットだけが残されていた。
実はドラゴン戦役で活躍したドラグーンの一人で、赤眼竜のドラグーンスピリットの本来の所持者。当時の年齢は28歳。ロゼの恋人でもあった。メルブ・フラーマを倒した際に呪いによって石化。1万1千年後に呪いが解け、ハッシェルの娘クレアと間にダートをもうけた。
ロイドに指令を出していたディアス聖帝の正体であり、物語終盤の最大の敵。現在の年齢は53歳。ロイドを利用して月の神器を全て手に入れ、正体と目的を明かして自ら破壊神誕生の為に行動を開始する。三つの有翼人の都市の封魔球を破壊した後は落下した沈まぬ月にシェーナを連れて赴く。しかし実はメルブ・フラーマに憑依されており、ジーク自身の意識は既に無い。18年前の事件の際、黒き魔物を止める為にドラグーンに変身しようとスピリットの力を開放した事によって、スピリットに憑依していたメルブに身体を乗っ取られてしまった。以来、メルブに操られる傀儡と化して破壊神誕生の為に行動していた。
月の核にてダートからスピリットを奪い、再び赤眼竜のドラグーンと化してダートたちと対決する。しかしヴァラージエンブリオの目覚めに際してメルブがジークの肉体を離れた事で解放され、正気を取り戻した。メルブがダートに倒されると、舞い降りてきたロゼと1万1千年の時を経て再会を果たす。直後、まだ死んでいなかったメルブがダートとシェーナに襲い掛かった為、息子達の未来を切り開く為にスピリットの力を暴発させてメルブ・フラーマに致命傷を負わせた。その後、ダートに父親らしいことを何一つしてやれなかったと謝罪し、沈まぬ月の崩壊の中、ロゼと運命を共にした。

### セルディオ

#### バージル公国
ノイッシュ
バージル公国の大臣。伝承に詳しく、ダート達にドラゴン戦役について語る。王や国民の信頼は厚く、アルバートが城を留守にする間は執務を任される。
軍師
バージル公国の軍師で、黒いフードに身を包んでいる。豊富な知識を買われて相談役に登用されるが、その正体はロイドであり、月の神器を探る為にインデルス城に潜り込んでいた。
カルラ
アルバートの父で、前セルディオ国王。故人。弟のドウエルとは仲が良かったが、20年前に当時6歳のアルバートに王位を継がせようとした事で仲違いし、最後は反旗を翻したドウエルに殺害された。王としては目立った悪政こそは敷いてはいなかったものの、あまり民の事を考えた政治はしておらず、重税や治安の悪化を齎し、当時の大臣達は賄賂に浸かりきっていた。
カイゼル
バージル第八騎士団団長。ホークスの町を任されている。ダートらの緊張を解すために冗談を言うなど気さく且つ豪胆な性格。料理の味付けは塩さえあればいいらしい。ダート達のホークス着任時には、戦士ではないシェーナには警備ではなく炊事を任せるなどの配慮も見せる。コンゴール率いるサンドラ軍との戦いで負傷しながらも祖国の為にドラゴン退治に乗り出そうとするが、ロゼに止められ、ダートにフェルブランドを倒す事を託す。
スランバート夫人
ラヴィッツの母で、ベールにある大きな家に一人で住む。夫を早くに亡く、息子を生き甲斐にしている。その為、初対面の際にシェーナをラヴィッツの恋人と勘違いした。ラヴィッツの死後は悲しみに暮れるが、彼の紹介で家を頼って来た親子の子供によって徐々に悲しみから立ち直る。その子供の事はまるで孫のように可愛がっている。エンディングでは約束を果たしにやって来たダートを家に迎え入れた。
絵描きの少女
ベールの入り口付近にある家で絵を描いている幼い少女。ラヴィッツを慕っている。ストーリーに特別影響はしないが、ラヴィッツの肖像画を描いてもらい、その絵を見たダートに、「少し美化してないか？」と評されるイベントがある。ラヴィッツの死後は絵を描く事こそやめなかったものの、人物画は描かなくなった。
ゲルダ
ホークスの町に住む老婦人であり、アルバートも取り上げた助産婦。戦争が起こる以前からセルディオを見てきた為、戦火の広がる現在のセルディオを憂いている。ダートとシェーナが訪ねてきた時は、助産婦の仕事の依頼かと訊ねて二人を慌てさせた。
ドラン
ベールの橋の下に住み着いている酔っ払いのホームレス。千鳥足でフラフラしながら道を塞いでいるが、上質な酒を渡すと喜んでどいてくれる。20年前はセルディオの大金持ちでアルバートとも面識がある人物。沈まぬ月では金持ちの頃の彼と出会うことになる。酒好きで常に酔っ払っているのは昔から変わっていなかった。
セレスの村長夫妻
シェーナの育ての親。セレス襲撃の際に村を離れるが後に戻り、ストーリーが進んでからセレスに行くとシェーナと再会するイベントが発生する。シェーナが離脱した後に会うと、ダートが事実を伏せて「シェーナは体調を崩して療養中」だと説明する。

#### サンドラ帝国
ドウエル
サンドラ帝国の皇帝。52歳。セルディオ王カルラの弟で、アルバートの叔父。兄を殺害し、国を二分。サンドラ帝国を築き上げ、武力による大陸統一を企てる。全ての種族が等しい世界を作る為には強い指導者が必要と考えている。
元々は世界平和を望む良き指導者であり、兄に反旗を翻したのも民の声に応えて腐敗した政治を変える為であった。しかし現在の彼の思想はあくまで武力による世界の統一であり、それもまた民の望むものではなく、結果的にロイドとディアス聖帝に付け込まれる事となった。
第一章のラストにて、ブラックキャッスルに乗り込んできたダート達と対決。二本の剣でダート達を苦しめるが、劣勢になると紫電竜のドラグーンに変身する。敗れた後は本来の良き指導者に戻り、アルバートに後を託して息絶える。ドラグーンスピリットはハッシェルを新たな所持者に選んだ。
沈まぬ月ではライトソードとシャドウブレードを携えた「ダークドウエル」としてアルバートと戦う。
サンドラ帝国軍大隊長
サンドラ帝国軍の大隊長。セレス襲撃の総指揮をとった人物で、多くの死者を出したことを悔やんでいる。セレス襲撃にはロイドも同行した。サンドラ帝国軍においては珍しい人格者であり、ドウエルには忠実な人物だが、彼の野望に疑問を感じている。それ故に新セルディオ党とも通じており、ポポとも知り合いである。戦争が終結すると、帝都だったカザスの市長に任命される。ストーリーの進行状況で市民の評判が変わっていき、最終的には彼に反発していた市民からも支持されるようになる。オープニングのセレス襲撃のムービーにも登場しており、気絶していたシェーナの額にガラス状の球体を近付けて光を立ち上らせているが、その意味は知らされていなかった。
フリューゲル
サンドラ帝国にあるヘルライナ監獄の獄長。肥満体型で超巨漢。気分屋な性格で、気まぐれで部下を谷底に落としたり、牢獄で飼育している怪物の餌にしたりする恐ろしい性格。悪趣味なくらいに大量なアクセサリーを身につけている。サンドラ本国からも煙たがられており、ヘルライナ監獄獄長という地位に就いた。
殺戮を好む性格なため、彼の部下も粗野で野蛮なものが多い。セレスの村の襲撃の兵の多くは彼の部下。また、つまらないという理由で、勝手に「村を皆殺しにしろ」と命令を付け加えていた。それが無駄に死者を増やす要因となった。ロドリゲスとガフタスという2匹の魔物をペットとして飼っている。サンドラ帝国で、ロイドと面識のある数少ない人間の一人。最期はダートたちに敗れ死亡する（ペットは生き残っていた場合、フリューゲルが死ぬと逃亡する）。
サンドラ特殊兵
ホークスを襲撃したサンドラ軍の一員。忍者のような出で立ちで、呪文と共に炎を放ったり2体の分身を生み出すなど特徴的な戦い方をする。ブラックキャッスルには色違いの敵が現れる。
小説版ではトカゲのような舌を持つなど人間離れした描写がある。ゲームと異なり、ダートに差し入れに来たシェーナにも襲いかかっている。
グラハム
元セルディオ王国第2騎士団団長で現在はサンドラ帝国軍騎士団の一人。46歳。かつては有能な騎士でラヴィッツの父親のセルヴィとは親友だったが、全てにおいて自分より勝るセルヴィに対する劣等感がコンプレックスとなり、そこから来る恐怖心から彼を裏切り、死に追いやった。そのため、ラヴィッツに憎まれている。ドウエルからドラグーンスピリットを授かり、緑牙竜フェルブランドを従えてダートたちの前に立ちふさがる。ドラグーンスピリットとドラゴンという絶大な力を得て、自分はセルヴィを超えたと豪語していたが敗北。友を裏切ってまで手にした力の虚しさを悟り、ラヴィッツに本心を打ち明けて息を引き取る。ドラグーンスピリットはラヴィッツに受け継がれる。
ポポ
ガサスのスラム街に住む、反政府組織「新セルディオ党」の代表を務める少年。打倒ドウエルをダートたちに託し、ブラックキャッスルへの抜け道を教えてくれる。尚、一度ブラックキャッスルへ忍び込むとアイテムの買い足し等のために外へ行くことは許されず、彼に止められてしまう。ドウエルを倒した後、カザスの市長に大隊長を推薦したのは彼である。
マジ
ブラックキャッスルで魔法の研究を行う研究者の一人。しかし魔法の力に魅入られて研究に没頭するあまり、他の研究者達に「手遅れ」と言われてしまっている。城に潜入したダート達を自身の魔法で倒そうとするが悉く失敗し、最後は魔法の力でケルベロスに変身しようとした結果、普通の犬になってしまった。

#### ロアン
ダバス
ロアンの商人。51歳。丸々と太った体型でひょうきんな性格の男性。ダート達とは火山で助けられた時に知り合う。PocketStation用ゲーム「モグールダバス」の主人公であり、自分の店の地下に広がるダンジョンに挑んでいる（実際は掘り進むが）。彼が手に入れたアイテムや金は「魔法のピカピカ袋」を通じてダートに転送される。一応、古物商を営んでいるが、怪しいものばかり店に置いている為に客は少なく、普段は露店の食べ物を漁る生活を送っている。しかし最大の趣味である宝石漁りの為ならどんな危険な場所にも挑む勇気を持つ。また、ドラグーンとは何の関係も無い一般市民であるにもかかわらず、同ゲーム内でドラゴンやヴァラージとツルハシ一本で対等に戦う戦闘能力の持ち主である。尚、冒険に出ている間はアルバイトの青年が店番をしている。
サナトル
ロアンで診療所を営む医師。老いてはいるが大陸一と称されるほどの名医である。しかし流石にドラゴンの毒は治せず、フェルブランドの毒に侵されたシェーナが運び込まれた時はドラゴニ草の事を話し、ダート達が戻るまでシェーナの毒の進行を遅らせるべく尽力した。
ジンジャー
勇者大会の受付兼司会兼実況担当者。勢いで台詞をまくし立てるのが特徴。ダートに「若き炎」の通り名を与える。

### ティベロア

#### 王都フレッツ
ジオール王
ティベロア国王。45歳。エミルとリサの父親で二人は自慢の娘。特にエミルを溺愛している。そのためか彼女の変貌に疑問を持たず、寧ろ「活発になって良い事だ」と喜んでいた。他にもフェスターがダート達を城に連れてきた時は「フェスターが何人にも見える」と言ったり、リーンやダートが重力崩壊の谷の通行許可証を求める事を「危険に身を投じるのが流行っている」と解釈するなど、どこかとぼけた性格である。その性格や恰幅のいい見た目からは想像が付かないが若いころは名の知れた剣士で、現在でも並の騎士以上の腕を維持している。ミール・セゾーが神竜王に襲われた際には物資の援助を行い、後にウララの有翼人からの要請を受けて再びダート達を支援した。
エミル
ティベロアの第1王女。20歳の誕生日を控えている。超がつくほどおっとりとした性格で、美しさ、優しさで右に出るものはいない。しかしダート達が王都フレッツを訪れた時は野蛮で粗暴な性格になっており、市民達に恐れられていた。彼女の評判を聞いて憧れていたアルバートもショックを隠しきれなかった。
実はそのエミルは月の短剣を狙ったリーナスの変装であり、本人は半年前からリーナスによって異空間に幽閉されている。解放後はアルバートと良い関係になり、その後の舞踏会で父からも仲を認められるが、あまりの惚気ぶりにその父からすらも「恥ずかしくて見てられん」と言われるほどだった。エンディングではアルバートの元に嫁いだ。
リサ
ティベロアの第2王女。エミルの妹。15歳で小柄。まだ青いがゆくゆくはエミル以上の美人になるとも噂される。星占いの達人で、どこか抜けたところのあるティベロア王家の中で唯一まともな性格。姉の問題が解決した後は恋愛に目覚めたらしくネロに恋をするようになる。その後は暇さえあれば望遠鏡を使ってネロの様子を眺めていたが、エンディングで彼の元を訪れ、告白した。
ネロ
ティベロアの王都フレッツに住んでいる若者。ティベロアにある荒地を緑あふれる場所にするために奮闘中で、アルバートと一晩中語り合った。いつも誰かの視線を感じている。
フェスター（声：平田広明）
ティベロアの天文学者。29歳。巨大な天体望遠鏡を自作し沈まぬ月の研究を行っている。黒き魔物について語る。町一番の知識人とされるが、気さくな性格で町の人々に好かれている。リサの教育係も務める。三度の飯より研究が好きという生粋の学者だが、恋愛事には疎く、ダートとシェーナが良い雰囲気になっている所に割って入って台無しにしてしまった。
リブリア
ツインキャッスルの侍女。面倒見が良く、何かと城を訪れるダート達の世話をする。それ故にフェスターに続いてダートとシェーナの間に割って入っては雰囲気をぶち壊しにしてしまった。
カフィ
フレッツの酒場で働く少女。働き者だがおしゃべり好きで、店長を困らせている。ダート達が酒場を訪れた際、日が暮れるまで喋り続けた。

#### ドナウ～イリサ湾
リーン
花の都ドナウの村長の息子。町を荒らす盗賊団と話をつける為、単身彼等のアジトに乗り込んだ末、身柄を拘束されてしまう。しかしゲーリッヒを倒したダート達に救出される。生まれてくる子供には「ダート」と付けるつもりらしい。
ケイト
リーンの婚約者。盗賊団のアジトに向かったリーンを心配している。リーン救出後から王都フレッツに戻るまでの非常に短い期間ではあるが、ドナウに行くとリーンとケイトの結婚式を見る事が出来る。
ピュラー提督
ティベロアの軍艦『クィーン・フェリー号』の船長。「海はいい…」が口癖のおおらかな性格の海の男。一度、ダートを船乗りに勧誘する。
ティム
クィーン・フェリー号の船員の少年。戦争で両親を亡くして以来、ピュラー提督に引き取られて船員としての仕事を叩き込まれた。ピュラー提督は彼にとって父であり、師匠である。
ピート
リディエラの村に住む少年。船から落ちて洞窟で一晩を過ごしていたロゼとダートを発見する。その時の状況が状況だった為、当初はダートとロゼが恋人同士なのだと思い込んでいた。病気の母を入院させて療養させてあげたいと考えており、ダートに病院のあるフューノの町まで連れて行って欲しいと頼む。将来を思い悩んでおり、ダートが仲間の女性キャラに振り回される様子を見て色々な職業を選択するイベントがある。ストーリーが進むと母が退院し、村に戻っている。

#### ゲーリッヒ盗賊団
ゲーリッヒ
ティベロアで暴れまわっていた盗賊団の創設者。42歳。リーナスと出会ったことで盗賊団は力を付けたが、その点に関しては、彼はあまり関心がなく、首領の座も彼女に譲っている。実はハッシェルの一番弟子で破門された過去を持つ。かなりの竜樹式の使い手で部下にも竜樹式を仕込んでいる。部下のマッピとの連携攻撃も得意。どのような経緯で破門されたかは不明だが、作中では「おかげで自由を手に入れた」と語っている。しかし、師であるハッシェルとの対決に破れると、彼の教えを思い出したのか、マッピが作動させた罠から「逃げてくれ！師匠！」と叫び、最期はハッシェルの手で弔われた。
リーナス
蒼海竜ドラグーン - 水属性
ゲーリッヒ盗賊団の現首領の有翼人。自称「恋に生きる女」。外見年齢は25歳程度だが、実際はそれ以上の時を生きている。元々メルの故郷とは別の有翼人の森で暮らしていたが、生れ付き魔力が低かった事からバカにされ、反発して故郷を飛び出した後にゴロツキを集めて盗賊団を結成した。能力に関係なく仲間として見てくれるロイドに想いを寄せており、彼の計画に加担する。
エミルを幽閉し、自分が彼女に変装する。しかしがさつで男勝りな性格をまるで隠そうとしなかった為、周囲の人間にはエミルが豹変したものと思われていた。エミルが救出された後は正体を表し、ジオール王から月の短剣を奪って逃走。獄竜島でロイドに月の短剣を渡した後、蒼海竜のドラグーンと化してリゴールと共にダート達と戦う。ダートの一太刀を受けて致命傷を負い、最後の力を振り絞ってダートに向けて攻撃を繰り出すも、シェーナが庇った事で外れ、ダートに弾き落とされて失敗に終わる。死後、同じ有翼人である事と、愛する者の為に命を賭した事でメルからは同情の目を向けられていた。そのメルにドラグーンスピリットは受け継がれる。
マッピ
ゲーリッヒの片腕。小柄でサルのように身軽な男。37歳。首領とは正反対で性格は極めて残忍で殺戮好き。ダイヤモンドをあしらった爪を愛用している。暗殺術に長けているほか、ゲーリッヒとの連携技も得意。巨人の里での戦いでダート達に敗北し、罠を作動させて死亡する。

### ミール・セゾー

#### デニングラード、ファーニ
テレサ
ミール・セゾーの女王。娘を黒き魔物に殺された過去を持つ。彼女の若いころの肖像画はシェーナに瓜二つである。
実はシェーナの産みの親である。18年前にニートの実家で双子を出産するが、ミール・セゾーでは双子は不吉とされ、片割れ（後のシェーナ）は助産婦達によって連れ去られていた。その為、18年前に産んだ娘が双子だった事を知らなかった。
ウインク
ミール・セゾーの第3聖女で「愛」を司る。たびたび悪党に襲われるところをロイドに助けられる。ロイドに利用されたのを知っていながら彼を愛した女性。フランベルの塔の決戦に駆け付け、ロイドを庇ってダートの剣を背中に受ける。命に関わる程の傷ではなく、直後も自分で歩けてはいたものの、ロイドが死んだ（と知らされた）ショックもあってしばらくはベッドから動けなかった。エンディングでは無事回復している。
ロアンナ
ミール・セゾーの第2聖女で「慈悲」を司る。ダートと同じくニートの村の出身で、惨劇の数少ない生き残り。その時の炎で視力を失ったが、同時に人間の心を読む能力に目覚めた。セティ曰く心の痛みまで分かってしまうらしく、人の心を癒す事に務めている。その能力故、ウインクがロイドを城に連れてきた時には即座にその本性を見抜いた。
セティ
ミール・セゾーの第4聖女で「喜」を司る。4人の中で年齢、性格共に最も幼い。
ウーテ（声：麦人）
デニングラード図書館長。頑固で偏屈な老人だが、学術的話題には気さくに応じる知識人。ドラゴン戦役を専門に研究しており、戦役と黒き魔物と月の御子について語る。
ディーユ（声：久米明）
司教。神木樹について語る。 神竜王襲撃後はウーテと共に人々を力づけながら街の復興に尽力する。
ルヴィア
テレサ女王の娘で、故人。生後間もなく体調が思わしくなかった為にニートで療養していたが、その際に黒き魔物がニートを襲撃。迎えに来た「セント・ルヴィア号」で難を逃れたかと思われたが、ロアンナの母がその事を黒き魔物に明かしてしまった為に再び襲われ、殺害された。以来、セント・ルヴィア号は黒き魔物への怨念が渦巻く幽霊船と化して海を彷徨っている。
実はシェーナの双子の姉妹であり、黒き魔物（ロゼ）には月の御子と目されていたが、実際の月の御子はシェーナの方であった。
テオ
水の都ファーニに住む少年。三年前に狼のカムイを保護し、以来家族同然に暮らしていた。しかしそのカムイが幼馴染のファーを襲ったと聞いて針葉樹林に姿を消してしまう。
ファー
テオの幼馴染の少女。ダート達が訪れる数日前に狼に襲われて以来喋れなくなっている。人間不信ではあったが、シェーナには心を開いた。

#### 有翼人の森
ガラーハ
有翼人の森に住む青年で、メルの婚約者。うじうじした頼りない性格。エンディングではメルと共に外の世界に出ていた。
バーデル兄弟
有翼人の森に住む兄弟。元々は二人とも優しい青年だったが、メルに感化されて森を出た妹が人間に殺された事で憎しみの塊と化してしまい、人間を根絶やしを目論む。その憎しみのあまり自分達の魔力の衰えにも気付かず、そればかりか神竜王をも上回るとすら思いこんでいたが、兄はドラグーンとの圧倒的な力の差を見せつけられ、恐怖し、復讐心を失う。しかし弟はその兄を臆病者と罵り、人間達を皆殺しにする為に森を出る。そして遭遇したウインクに襲い掛かるがロイドに敗れ、自爆した。
ブラーノ
森の長老であり、精神的指導者。ドラゴン戦役も人間との確執も全ては過去の事と考えており、ダート達に神竜王討伐を託して竜封じの杖を持ち出す許可を与えた。神竜王がデニングラードを襲撃すると、ダート達を直接デニングラードに転送しようと試みる。一度は魔力が足りず失敗するが、メルの両親とガラーハの助力によって二度目は成功した。
メルの両親
森を飛び出した娘を心配している。父はメルが森に戻ってきた当初は辛く当たるが、実際は母と同様に娘の身を案じており、メルが長老に許された事を知ると心から喜んで和解した。

### ドラゴン戦役関係者

#### 有翼人側
メルブ・フラーマ（声：塩沢兼人）
本作のラストボス。強大な魔力を持った、太古の時代における有翼人の最高指導者。穏健派の姉と異なり、他種族を根絶せんと考えていた。ドラゴン戦役終盤、首都カデッサの最終決戦にてジークに倒される。
しかし死の間際に精神を赤眼竜のドラグーンスピリットに憑依させており、18年前の黒き魔物の襲来時にジークがドラグーンに変身しようとした際に復活。ジークの身体を乗っ取り、ディアス聖帝を騙ってロイドを利用していた全ての黒幕である。破壊神を誕生させ、全世界の破壊と自らが支配する新世界の創造を目論む。
最終局面にてジークの身体より分離。シェーナに代わって月の核と融合し、破壊神ヴァラージエンブリオの肉体を得て神となった。しかし神竜王のドラグーンとなったダートと仲間のドラグーン達に死闘の末に敗れ、神竜砲の直撃を受ける。続くダートの渾身の一撃によって満身創痍になりながらもダートとシェーナに攻撃を仕掛けるが、ジークとロゼの決死の攻撃で爆散するも、脱出するダート達の前に原型を留めない異形と化してまで立ち塞がるが、ダートの神竜砲により完全に消滅した。
シャルル・フラーマ
有翼人の指導者「メルブ・フラーマ」の実の姉。ドラゴン戦役時、弟とは別の派閥（穏健派）を持っていた。見た目は若々しく美人なのだが、時を止めて一万年以上生きており、ロゼやジークの事をちゃん付けで呼ぶなど若干オバサンくさい一面がある。それは彼女達の運命に責任を感じて明るく振る舞っている為でもある。現在では春風の都・ウララで暮らしている。パックンフラワーのような魔法植物「シャルルフラワー」を作り出して育てているが、少なくとも有翼人達には「可愛い」と認識されている。
全てを知る為にデス・フロンティアを越えてやってきたダート達を迎え入れ、真実を話して彼らに道を示した。エンディングでは平穏にシャルルフラワーの世話をしながら、変わらず世界を見守っている。
サヴァン
魔都アグリスに住んでいる有翼人。元々は有翼人の復興のために魔法の研究をしていたが、4千年経って世界が自分を必要としていない事を知って絶望。しかし黒き魔物として汚名を被りながらも世界を守る為に戦い続けるロゼに心を打たれ、その助けとすべく封魔球の封印をより確実なものとする防衛システム「ムート」と魔法アイテム「サイケデリックボム」の開発に注力する事となる。自分の作った、「ロク」「ヒューク」「スピノ」「デカル」「パックル」という魔法生物と暮らしており、使役させていた。その魔法生物たちは、それぞれ名前の一部を語尾につけるなど、どれも個性豊かで愛嬌のある者ばかりである。
ムートとそれを守る魔法生物「ラストクラーケン」によってジーク（メルブ）の野望を阻止しようとしていたが、ラストクラーケンが操られた事と、それを倒す為に発動させられたドラグーンの力でムートは暴走。ダート達に道を示し、爆発に巻き込まれて死亡した。その死と共に魔法生物達も生命力を失い、ダート達の道を切り開いて機能を停止した。
ノモス
ゼネバトス大裁判所の裁判長を務める魔法生物。自らが正義と信じて疑わず、自分の語る言葉のみが真実であると嘯く。既にジークによって操られている為、会話すらままならないほどに狂っている。ダート達を容疑者と見なし、「セレブ」「ベクタ」「クビラ」の三人の処刑人を呼び出す。処刑人が倒されると機能を停止した。登場は一度だけだが、マグラード砦の石板にその名前が刻まれている。
魔老ファウスト
ドラゴン戦役時代、有翼人側の参謀を務めていた老人。メルブ・フラーマをも上回る魔力を持ち、かつては空中要塞フランベルで地上を恐怖に陥れていた。また、自身と同等の力を持つ幻影を作ることも可能。人間側が開発した兵器「スピアシューター」によってフランベルが落とされた後も、野望を果たすべく塔の奥に未だ留まり続けている。その姿を目の当たりにしたロゼは「まだドラゴン戦役は終わっていない」と表した。公式ガイドには「マゾー」という魔法生物を生み出したと記述されているが、本編にはそれらしきものは登場しない。
ファウストの待ち受ける塔の深部に入るにはその幻影を消す必要があるのだが、通常では勝つ事はできない。スターダストを全て集めた時に手に入る「消幻石」があれば幻影を消し、最奥部にて本体と戦う事が可能。物理防御力はゲーム中でも最低クラスだが、ラストボスであるメルブを遥かに上回る魔力を誇り、魔法関連の対策をしたか否かで戦闘の難易度が大きく変化する。

#### 人間側
ディアス聖帝
ドラゴン戦役時の人間側の指導者。聖帝グロリアーノを建国し、ドラグーン達を率いて有翼人に戦いを挑んだ。グロリアーノ滅亡と共に人間の英雄として死亡したとされるが現代に再び現れ、ロイドに指令を出して各国の月の神器を奪うべく暗躍させていた。その過程でセルディオの争乱を裏から操り、ドウエル等にも力を与えたとされる。
ロゼの言葉通り、本物のディアス聖帝は既に死亡しており、現在の聖帝を名乗る者の正体はジークであり、彼に憑依したメルブ・フラーマであった。
シャーリー
ドラゴン戦役時代の元ドラグーンの女性。当時は白銀竜のドラグーンであり、ドラゴン戦役を生き延びた数少ない人物。外見年齢は27歳。ドラグーン時代はシェーナやミランダ同様に弓矢を武器にしていた。現在は幽霊となって神殿に住んでいる。ドラグーンになる前の職業は聖職者。ロゼとは嘗て共に戦った仲間同士である。ダート達の力を試し、ドラグーンスピリットを託した後は成仏する。しかし首都ベルウェブにて再び現れ、仲間達の魂を解放するようにダート達に懇願する。
シュベール
ドラゴン戦役時に活躍したドラグーンの一人で碧緑竜のドラグーン。当時は26歳。生物学者で、命の起源を研究していた。それ故、死を恐れるあまり、成仏出来ずに魂が首都ベルウェブのセブンスフォース城に留まっている。王都カデッサでの決戦を描いたムービーには登場しておらず、それ以前に戦死した模様。
カンザス
ドラゴン戦役で活躍したドラグーンの一人で紫電竜のドラグーン。当時は44歳。元々悪人で、自身が奪った命を記憶する為に木彫りの人形を造り自室に並べるなど、血の気が強い性格。しかし、その様な性格ながらもシャーリーの説得で戦いに参加していた。ムービーの中にも登場。カデッサでの最終決戦にてヴァラージを道連れに自爆した。
ヴァルザック
ドラゴン戦役時代のドラグーンの一人で、黄金竜のドラグーン。コンゴールと同じくらいの巨体だが、種族は人間である。当時は31歳。本来は名門の貴族だが、庶民との交流を好み、子供好きな性格。ムービーの中にも登場。シャーリーを守る為にスーパーヴァラージの攻撃を受け、死亡。
ダミア
ドラゴン戦役時代のドラグーンの一人で、蒼海竜のドラグーン。人魚と人間のハーフであり、ドラグーンを制御できる程の力を持つ。しかし、それが故に迫害を受けたこともあり、孤独になることを非常に嫌う。当時は15歳とドラゴン戦役のドラグーンで最年少だが、最初に命を落とした。セブンスフォース城の彼女の部屋には噴水が置かれ、彼女の生きていた時代は水を湛えていた。1万1千年経った今は水は涸れているが、噴水は朽ち果てずに残っている。

### ドラゴン
緑牙竜フェルブランド
物語で最初に遭遇するドラゴン。三つの眼を持つランク5の竜王。ドラゴンというよりカマキリに近い形をしている。8本の脚を持ち、粘着質の糸を吐き出して巣を作る。飛行能力は無い。フェルブランドが棲む場所はその毒素によって汚染されてしまう。サンドラ帝国の切り札としてバージル侵攻に用いられていたが、ドラグーンに覚醒したダートに敗れる。後に魂となって死都メーフィルに現れる。
ダバスの店の地下にあるダンジョンには同型のドラゴンが居る。
蒼波竜リゴール
イリサ湾で海竜と恐れられているドラゴン。四つの眼を持つランク4の極竜。細い蛇のような身体を持ち、四肢は退化している。リーナスに使役されてダート達と戦う。死後は死都メーフィルでゴーストとして現れる。冥界に行く事を望んでおらず、もう一度倒す事で魂を解放して欲しいとメルを通じてダート達に頼む。
神竜王
七つの翼と七つの眼を持つ最強のドラゴン。この世で唯一のランク1のドラゴンであり、名称は設定されていない。嘗て二体が存在したが、戦いに勝ち残った方が本編に登場する神竜王である。胸部から神竜弾、首の付け根から神竜砲を放ち、世界を滅ぼす程の力を持つ。その力故に有翼人によって死竜山に封印されていた。ダート達とロイドによって倒された事でドラグーンスピリット化する。ドラグーンスピリットは虹色。
戦闘の際は竜及びドラグーンの力を10分の1まで弱体化させる「竜封じの杖」を使用するが、それでもかなりの強敵である（ドラグーンも弱体化する為、必然的に更なる苦戦を強いられる）。また、ドラゴンバスターを持つロイドでさえも苦戦していた。作中でボスとして戦う神竜王はドラゴンバスターで傷付けられた上で竜封じの杖を受けた、謂わば二重に弱体化させられた状態であり、もしも万全の状態だったらとても太刀打ち出来る相手ではないとされる。
死都メーフィルにてゴーストとして再登場。ドラゴンらしく獰猛だったもののこの際のダート達の台詞から、王者に相応しい誇り高き性格だった事が窺える。生前はチャージが必要だった神竜砲はチャージ無しで連射できるようになっている。
最終決戦ではスピリットがダートを持ち主に選び、彼を最強のドラグーンに進化させた。ドラグーン変身時にはダートの腕から神竜王が飛び立つ演出が入り、剣へと姿を変える。
黒破竜ムハエル
暗黒竜の遺児であり、ドラゴン戦役時代のロゼの相棒。五つの眼を持つランク3の極竜王。比較的小型のドラゴンだが、攻撃力、防御力、機動性の全てに秀でており、強固な装甲は通常の攻撃では打ち破る事が出来ない。ムービーにも登場しており、ブラックレーザーでヴァラージを倒している。
生まれた時からロゼに育てられ、共に幾多の戦いを戦い抜いてきたが、ドラゴンの精神は戦いを続けるほど凶暴化する為、最終的にはドラグーンの命令すら受け付けなくなる。こうなるとドラグーンの手で殺すしかなく、ロゼもまたムハエルを殺めていた。しかしそれがロゼの心の傷として残り続けており、それを読み取った破壊神によって実体化させられ、沈まぬ月にてダートとロゼに襲い掛かる。
神竜
ダート達が持つドラグーンスピリットになったランク2のドラゴン達であり、六つの眼を持つ。作中でスピリットとして登場するのは赤眼竜、碧緑竜、暗黒竜、白銀竜、紫電竜、蒼海竜、黄金竜の七体。いずれも個別の名前は不明。ドラゴン戦役時代に倒され、スピリット化している為に実物は登場しないが、各ドラグーンの最終魔法では具現化した神竜を召喚する事が出来る。

### その他
マーテル
病弱な娘のために、願いがかなうと言われるスターダストという不思議な石をあつめている女性。プレイヤーが集めたスターダストを彼女に渡すと、数に応じて様々なアイテムをくれる。ある敵を倒すためには、スターダストを全て集める必要がある。
リール
マーテルの娘。重病を患っている。スターダストを集めることで病気を治す事が出来る。登場は終盤だが、スターダストの収集具合で病状が変化するようになっている。
クーロン
サヴァンがダート達の翼として遺した、エイかマンタのような形をした魔法生物。最終決戦に向かうまでの間、クーロンに乗って世界を自由に飛び回る事が出来る。
神木樹に向かう際にヴァラージの総攻撃を受けつつもダート達を送り届け、力尽きた。
クレア
ダートの母。18年前の黒き魔物の襲来で家族と共に一度は村の外へ逃げるも、村に戻ったジークに加勢する為に後を追い、命を落とした。
ハッシェルの娘も「クレア」という名前であり、当初はよくある名前という事で単なる同名の別人と思われていたが、実はどちらのクレアも同一人物であった。父であり、師匠であるハッシェルの下で修行に励んでいたが、修行仲間の少女を殺してしまった事で影を落とす事になり、やがて故郷を飛び出した後にジークと出会い、ダートを産んだ。
ハッシェルは昔の自分の娘への接し方を後悔しており、それを破壊神に付け込まれ、沈まぬ月内にて少女時代のクレアが豹変した「夢魔クレア（邪）」と対峙する事になった。
ロッタ
クレアの修行仲間の少女。クレアと共にハッシェルの元で修業に励んでいたが、25年前に無意識のうちに殺意を宿していたクレアの拳によって命を落とす。
ザグウェル
死都メーフィルに集まる死者の魂を貪る「闇の住人」の一人で、その中でも下位の魔物を使役する立場にある悪魔。慇懃無礼な性格で、「闇の貴族」を自称する。ラヴィッツの魂にモンスター「メノン」を寄生させ、怨霊ラヴィッツへと変えた。友を弄ばれた事に激怒したダートに倒される。
デスローズ
ミランダの母に対する憎悪が破壊神の力で具現化したモンスター。蜘蛛のような下半身と薔薇の上半身を持ち、その花弁の中では娘への罪悪感によって苦悩するミランダの母の顔が存在する。
インドラ
コンゴールの兄で、既に故人。ギガント族最強の戦士だったが、巨人の里が襲撃された際に最後まで戦い、命を落とした。コンゴールにとっては誇りであったと同時に越えなければならない壁であり、沈まぬ月にてそのコンプレックスから実体化する。二本の斧を武器とする。
外の世界で黄金竜のドラグーンスピリットを入手していなかった場合、彼から受け継ぐ事になる。
第7の天使
有翼人に信仰されている神。腕は左右それぞれ3本。男性のようにも見えるが両性具有体であり、性別は存在しない。実体こそ登場しないが、沈まぬ月でメルの心に残っていた人間へのコンプレックスが第7の天使の姿を取って現れる。
ペルペ
ミニント族。当初はロアンにて商人に普通のアリーナチケットをレア物と偽って掴まされていた。その後、ドナウの酒場に入り浸り、そこで人気者となる。ドラグーンスピリットの情報を教えてくれる。光物が大好き。
ドレイク
シャーリー神殿に住み着いている一匹狼の盗賊。33歳。かつては鍵開けの技術で名を馳せた凄腕の盗賊であり、遺跡荒らしで稼いでいたがシャーリーの精神体と出会って以来、墓泥棒をやめて彼女の神殿を守ることに尽力してきた。盗掘家から守るために、神殿をトラップだらけにする。戦闘時は、投げナイフを使用するほか、トラップを使った戦闘を得意とする。神殿に入り込んできたダート一行を盗掘家と勘違いして襲い掛かる。敗北後はシャーリーの頼みを受けたダートが白銀竜のスピリットの力を引き出し、回復する。シャーリーが消えた後も、もう戻ってこないと悟りながらも神殿を守り続けている。
タスマン師匠
ダートに剣術を教えた師匠。セレスが襲撃されたとき、サンドラ軍に勇敢に立ち向かった。ヘルライナ潜入前、ダートに戦闘の基本的な戦術を教えてくれたり、アディショナルの特訓をしてもらえる。後にセレスに来るときには修行の旅に出ている。
商人
セレスとヘルライナ間にある森で商売をしている商人。サンドラに襲撃されたセレスには店が無いため、ヘルライナ到着までは彼から買い物をすることになる。また、連打式の攻撃アイテムの使い方を、自らを実験台にして教え、最大の威力まで連打されても余裕でいられるタフな人物。
チョーナン、ジナン、サンナン、ヨンナン
名前の通り4人兄弟の商人。カシュア氷河やベルウェブの跡地など、おおよそ人が来そうもない場所で商売をしているが、そのおかげでダート一行はこれら長丁場のダンジョンで補給が可能となっている。
ゴルガガ
ロアンの勇者大会1回戦目のダートの相手。獣の皮を被り、斧を振り回す大男。辺境の部族の出身で狩猟で生計を立てている。その生業から、勝つことに手段を選ばない性格で、試合では、開始直後にルール違反の毒攻撃をダートに仕掛ける。しかしその所為で後に卑怯者と呼ばれるようになったという。
セルフィス
勇者大会2回戦目の相手。全身に銀色の鎧を身にまとった剣士で、本気を出すと2段に斬りつける攻撃をしてくる。設定によると、元はバージル国内のとある伯爵に仕えていたが、戦争で御家が滅亡したため、放浪の旅に出る。その旅の中、我流で剣術を磨いたという。
ダンドン
勇者大会3回戦の相手。全身に赤い鎧と黄金の鎖で出来たマントを身にまとい、ハンマーを武器に使う。特定のタイミングで攻撃を仕掛けるとカウンター攻撃を仕掛けてくる。セルフィス同様、戦争によって仕えていた伯爵家が滅んだため、放浪の旅をしている。暴れ者のようにも見えるが、騎士としての正義感は持ち合わせており、弱き者を攻撃したりはしない。
アトロウ
勇者大会準決勝戦の相手。前回大会の準優勝者でもある弓の名手の狩人。設定によると、大会出場の目的は賞金ではなく、自分の強さを誇示することだったらしい。
スレイ（漫画版のみ）
漫画版の第一話で登場。セレスに住む青年でダートの友人。村が襲撃されたときにシェーナを守るため戦うも、フリューゲルらサンドラ兵に痛めつけられた。シェーナがヘルライナへ連れ去られたことをダートに告げる。余談だが、ゲーム本編には名前こそ無いものの、彼と同じような設定の青年がいる。
語り部の母親（小説版のみ）
二人の子供に「赤い鎧の剣士」の物語を聞かせる母親。小説版の各章の導入部分は母親が子供に話して聞かせているという構成となっている。本編中で絵描きの少女が描いたラヴィッツの肖像画を部屋に飾っていたり、スランバート夫人のシチューを「この前、お婆様の所でご馳走になった」と言うなど作中の誰かである事を仄めかす描写がある。

## 用語

### 神話・伝承
神木樹（しんぼくじゅ）
創造主ソアが植えたとされる異形の樹木。この世界に生きる生命体は全てこの樹の実から生まれた。後に生まれた種族ほど優れた種とされ、人間は106番目に誕生した。全部で108の種族が実によって生み出されたが、現在では数十種類程度しか生き残っていない。尚、作中に登場するザコモンスターの多くは神木樹から生まれた種族か、その変異体である。
現在でもデス・フロンティアのどこかに存在している。最終決戦時には沈まぬ月が上に落下する。また、108の実とはまた別に生命を生み出す事もあり、ダート達が訪れた際には「神木蝶」というモンスターが生まれた。
沈まぬ月
エンディネス大陸の上空に浮かぶ天体。実際の月ではなく、その名の通り一点から動くこと無く空に浮かび続ける物体。108年毎に赤く輝き、世界を浄化する「月の御子」を下すと伝承がある。しかし実際に108年毎に現れるのは黒き魔物であり、歴史学者達はこの矛盾に頭を抱えている。
その正体は破壊神ヴァラージエンブリオの肉体であり、その誕生を恐れた有翼人達に封印されているもの。有翼人の五大都市にある封魔球と呼ばれる封印装置で封印されている。しかしジークに憑衣したメルブが全ての封魔球を破壊した事で、誕生の為に地上へと落下。神木樹の上に重なる形となった。月の内部は思念を具現化する世界が広がっており、本作の最終決戦の舞台でもある。最後は核と融合したメルブが倒された事で大爆発を起こし、神木樹諸共地上から消滅した。
月の御子
108年毎に生まれ、世界を浄化に導くとされる人間。実際は破壊神の魂の依り代となった赤子で、やがては沈まぬ月を目指すとされる。そして月（肉体）と御子（魂）が融合した時、破壊神が誕生する。
劇中の時代では18年前に生後間も無く殺害されたルヴィア姫が月の御子と思われていたが、実際はルヴィア姫の双子の姉妹であるシェーナこそが月の御子であった。
月の神器
三国にそれぞれ伝えられている魔法のアイテム。セルディオに月の宝玉、ティベロアに月の短剣、ミール・セゾーには月の御鏡が奉られている。その実態は封魔球の機能を停止させる鍵である。シャルル曰く、魔力を込めた器に過ぎず、封魔球の破壊は神器と同等以上の魔力があれば可能である。基本的に使い捨てであり、5つの封魔球に対応して神器も5つ存在した筈だが現在は上記の3つしか残っておらず、2つはドラゴン戦役の時に失われたとされている。
黒き魔物
一万一千年前から108年毎に現れては破壊と殺戮を繰り返してきた存在。ダートの故郷を滅ぼした張本人でもある。「大いなる存在に背く悪魔」「神をも食い殺す存在」とも呼ばれる。
正体は暗黒竜のドラグーン。つまりロゼである。その目的は108年毎に赤子として生まれ出る月の御子＝破壊神の魂を殺す事である。月の御子の周囲にいた人間もいずれは破壊神の使徒と化してしまう為、殺さざるを得なかった。

### ドラゴン戦役
ドラゴン戦役
物語で度々語られる戦争。本編の一万一千年前に起こった、有翼人の支配を打ち破る為に人間達が起こした戦争。ドラゴンとドラグーンの力を得た人間達が有翼人達に反旗を翻し、地形が変わるほどの激しい戦争を繰り広げた。最終的には有翼人の五大空中都市が全て落とされ、有翼人の指導者であるメルブ・フラーマの死によって終結した。
ドラグーン
ドラゴンを統べる力を持つ竜騎士。ドラゴンが死後に残す魔眼・ドラグーンスピリットに認められた者のみが変身出来る。飛行能力に加え、人間でありながら魔法を使う事や、自分のドラグーンスピリットのドラゴンのランクよりも下位に位置する同属性のドラゴンを使役する事が出来る。人間に限らず、スピリットに認められさえすれば有翼人やギガント族も変身可能。しかしスピリットが別の人物をドラグーンとして認めてしまえば、その瞬間ドラグーンの力はその人物に移ってしまう。ドラゴン戦役時代は神竜のドラグーンである伝説の7人に加え、数多くのドラグーンが存在したという。
劇中では描かれないが、変身すると人間とドラゴンの意識の競合が起こり、意識の弱い人間はドラゴンに自我を乗っ取られてしまう。

### 地域
エンディネス大陸
本編の舞台となる大陸。テスフェル界と呼ばれる時空間に存在する。セルディオ、ティベロア、ミール・セゾーの三国とデス・フロンティアと呼ばれる砂漠地帯で構成される。アルバートによると人口は100万人程度とすると、うち55万人が女性となるらしい。
セルディオ
第一章の舞台。エンディネス大陸の東に位置する国。20年前にバージル公国とサンドラ帝国に分かれ、戦争を繰り広げてきた。バージルの首都はインデルス城を構える都ベール。サンドラの首都は帝都カザスで、王城は嘗てはホワイトキャッスルと呼ばれていたが、今ではどす黒く染まり、ブラックキャッスルと呼ばれている。東部にはダート達の故郷のセレスが、バージルの前線には城塞都市ホークスが存在する。国境には商人ギルドを中心とした自治体であるロアンの町があり、ティベロアとの貿易拠点となっている。
ティベロア
第二章の舞台。大陸中央に位置する国で、首都は王城ツインキャッスルを構える都フレッツ。作物の育たない荒野の国ではあるが、漁業を中心に栄えている。航海の必要上から天体観測が積極的に行われ、星を信仰の対象と捉えている側面もある。フレッツから北の海沿いには花の都ドナウがある。ドラゴン戦役でドラグーンと有翼人の魔力がぶつかり合った結果、自然の法則が崩れ去った「重力崩壊の谷」も存在し、その先に廃墟と化したギガント族の都である「巨人の里」がある。
イリサ湾
ティベロアに面した内海。湾内には温泉街フューノのあるサンクリスト島と、リディエラの村があるムーンエルバン島、そして蒼波竜リゴールが棲む獄竜島がある。幽霊船や海竜の出現によって、ドナウからフューノを経由してファーニを結ぶ航路は長い間使われていなかった。フューノではリゴールが倒された後は「英雄ダートまんじゅう」なるものが名産物となる。
ミール・セゾー
第三章の舞台。神聖王国とも呼ばれる。大陸北部に位置し、最も広大な国土を有するが、その殆どが年中雪に覆われている。女王と「武」「慈悲」「愛」「喜」を司る四人の聖女によって治められる。首都はデニングラード。クリスタルに覆われた王城・クリスタルパレスは元々は有翼人の五大都市の一つであった。他にはイリサ湾からの玄関口である水の都ファーニ、18年前に黒き魔物に滅ぼされた「惨劇の村ニート」の跡地、神竜王が封印されている死竜山などが存在する。奥地にあるカシュア氷河の更に奥にはドラゴン戦役で撃墜された空中要塞の跡地「フランベルの塔」や、ディアス聖帝が有翼人に宣戦布告した「マグラード砦」が今も残っており、その先からグロリアーノへと続いている。
聖帝グロリアーノ
ドラゴン戦役時代に有翼人の支配に反旗を翻した人間達が建国した国。ディアス聖帝が治めていた。首都はベルウェブで、セブンズフォース城が聳え立つが現在では廃墟と化している。ドラゴン戦役では勝利を収めたが、その壮絶な戦いによって滅びる事になった。その国土の殆どがデス・フロンティアと化している。最終章ではセブンズフォース城に過去のドラグーンの魂が現れ、彼等と戦って成仏させるサブイベントが発生する。
デス・フロンティア
エンディネス大陸西部に位置し、大陸の4分の1を占める砂漠地帯。最終章はここから始まる。ドラゴン戦役で焦土となった影響で砂漠化している。どこかに不老不死の楽園があるとも言われているが、足を踏み入れた人間はまず帰って来ない。この砂漠の向こうに有翼人の集落・春風の都ウララが存在する。
破砕諸島
大陸南西にある海域。元々は南洋の大島だったとされるが、有翼人の魔法によって砕かれ、現在の形になったという。小さな島には沢山の集落があり、ハッシェルの故郷であるルジュはその中でも最も大きい。各村はそれぞれが一つの大きな家族のように暮らしており、大陸との交流は少なく、殆ど独立した地域となっている。
有翼人の都市
ドラゴン戦役時代の有翼人の五大都市。嘗ては地上を支配する為に空中に浮いていたが、ドラゴン戦役で全て落とされた。
王都カデッサ
有翼人の首都。政治と軍事の中心であり、ドラゴン戦役の最終決戦の舞台となった。ミール・セゾー北東に墜落しているが、現在では生ける物の存在しない廃墟と化し、「禁断の地」と呼ばれている。
生都クリスタルパレス
現在、ミール・セゾーの王都デニングラードにて王城に使用されている建造物。当時は能力の低い者は生まれる事すら許されず、この生都にて産まれる有翼人を選別していた。その名の通りクリスタルで出来た美しい宮殿だが、神竜王の襲撃の際に街ごと無惨に破壊されてしまう。
魔都アグリス
魔法の研究が行われていた都市。破砕諸島に墜落した。海中に没してはいるが、他の都市に比べると損傷は少なく、サヴァンが魔法の研究を続けている。ダート達がルジュを訪れる少し前から浮上し、ルジュの住民達には「海から突き出た棒」と呼ばれていた。
法都ゼネバトス
有翼人の立法機関。しかし実際は有翼人が他の種族を裁く法律ばかりが作られており、裁判と処刑もここで行われていた。現在でも無人機ラプト達が有翼人に都合のいい法律を作り続けている。その為、このダンジョンは法律を改正しながら進むという特殊な進み方をする必要がある。墜落場所はグロリアーノより更に北で、作中で行ける場所の中ではエンディネス大陸の最北端にあたる。
死都メーフィル
死者の魂を呼び寄せ、冥界に送り込む都市。この都市によってドラゴン戦役時代は死後すら支配されており、二度と魂を弄べないように徹底的に破壊された筈であった。しかし未だ機能しており、引き寄せられた魂達が苦しみ続けている。このダンジョンには今まで倒したドラゴンの魂が出現し、それを成仏させるか否かはプレイヤーの判断に委ねられる。墜落場所はデス・フロンティアの北東で、ここから遥か西に神木樹がある。

### 種族
人間
神木樹より106番目に生まれた種族だが、現実の人間となんら違いは無い。
有翼人
神木樹より107番目に生まれた種族。魔力を有し、魔法を使える他、魔力エネルギーで構成された翼で空を飛ぶことが出来る。寿命は1000年ほどとされるが、これは有する魔力によって大きく差があり、魔法で老化を遅らさせる事や時間を停止する事も可能。但し、身体能力は基本的に人間に劣る。髪の色は全員が銀色である。
嘗ては世界を支配していたが、ドラゴン戦役に敗れて以来、姿を消した。現在は伝承で語り継がれているが、実際には生き残り達が隠れ里でひっそりと暮らしている。
ドラゴン
神木樹より105番目に生まれた、物語の軸となる種族。神木樹によって生み出された生命体の中でも屈指の強さを持つ。設定では全部で7段階のランクで分けられており、眼の数でランクが決定する。最上級ランクのドラゴンは七つの眼を持つ神竜王。ランクは昇順で"偽竜"、"竜"、"竜王"、"極竜"、"極竜王"、"神竜"、"神竜王"となっている。ドラグーンスピリットとはドラゴンが死んだ時に眼球が一つに集まったものである。作中に登場するスピリットはランク2の神竜のものであり、神竜王も死後にスピリットを遺しているが極竜王以下がスピリットを遺す描写は無い。ドラグーンは自身の持つドラグーンスピリットよりもランクの低い同族性の竜を使役する事が出来る。ドラゴン戦役以降絶滅したと考えられていた（ランク6の竜程度ならザコモンスターとして現在も生き残っている）。
偽竜
ランク7の単眼のドラゴンであり、ドラゴンの幼生。或いは一つしか眼を持たないドラゴン。幼生は成長すればすぐに凶暴性を発揮するとは言えこの時点では大人しく、人に懐く事もある。既に絶滅しているとされるが、ロゼは幼生の偽竜が好きだった為、沈まぬ月でその思念に反応して具現化した。まだ凶暴性を持っていないという性質通り、戦闘にはならない。
ギガント族
神木樹より97番目に生まれた種族。所謂、巨人族で、誇り高き戦闘種族であった。財宝目当ての人間に滅ぼされたとされ、現在ではコンゴールを残して絶滅している。
ミニント
神木樹より99番目に生まれた種族。ギガント族とは対照的な小人。楽しいこと、面白いことが大好きという、子供のように純粋な種族で、現在でも人間の里に暮らしている者もいる。本編中に登場するミニント族はペルペだけだが、モグールダバスではお助けキャラとして多数登場し、アイテムに応じて換金やダバスの強化を行ってくれる。
ヴァラージ
ドラゴン戦役時にドラグーンやドラゴンに対抗すべく有翼人に利用された生命体。頭が大きく、それに対して胴体は小さい。このほかに、突然変異体のスーパーヴァラージという個体も存在する。
その正体は108番目の種族「破壊神ヴァラージエンブリオ」の細胞であり、白血球のようなもの。実際はヴァラージとは破壊神の事を指すのであり、個体のヴァラージ達が108番目の種族という訳ではない。破壊神の封印が解けた際には、その肉体である沈まぬ月より無数のヴァラージが生み出されている。
ヴィルード火山には下半身が溶けた個体が登場し、重力崩壊の谷には完全体が存在した。また、王都カデッサにはドラゴン戦役でヴァルザックを殺したスーパーヴァラージが半壊状態で残っている。最終決戦では完全なスーパーヴァラージが月の核を守る最後の砦として立ちはだかった。
尚、ダバスの店の地下にあるダンジョンの最下層にも完全体が一体存在している。
破壊神ヴァラージエンブリオ
神木樹より108番目に生まれるとされる最後にして究極の生命体。誕生と同時に世界の全てを破壊、再生するとされる。その誕生を恐れた有翼人によって魂と肉体に分離させられた。その肉体は沈まぬ月として封印されている。魂は水晶球と呼ばれる物体に封印されていたが、ドラゴン戦役で破壊され、以降は月の御子に転生して肉体との融合を画策していた。しかし最後は月の御子ではなくメルブ・フラーマが核と融合した為、肉体を乗っ取られてしまう。そのメルブ・フラーマがダート達に倒された事で、誕生する事なくこの世から消滅した。

### その他
竜殺しの剣
別名「ドラゴンバスター」。この剣の前にはドラゴンもドラグーンもその強靭な防御力が全く生かせず、紙のように易々と切り裂かれてしまう。ドラゴン戦役ではメルブ・フラーマが使用していた。現在では有翼人の森からロイドによって盗み出されており、彼の装備品として登場する。この剣によってラヴィッツは命を落とし、実際のロイド戦ではドラグーンに変身している状態では即死攻撃を受けてしまう（即死無効の装備をしていた場合は除く）。最終局面にてロイドより託され、ロゼの最強武器として使用出来る。
竜封じの杖
神竜王を一万年以上封印していた杖。現在では禁断の地の奥に存在する。ドラゴン、及びドラグーンの能力を10分の1まで弱体化させる事が出来る。使用するとダート達のスピリットになっている神竜達が吸い込まれていく演出が入る。神竜王戦で使用されるが、神竜王の弱体化には成功したものの砕け散ってしまった。
水晶球
破壊神の魂を封じ込めていた物体。メルブ・フラーマはこの水晶球から破壊神の魔力を引き出す事で他の種族の支配に用いていた。しかし、共存を望む姉のシャルルによって水晶球を弱める目的で封魔球が開発された為、それを良しとしないメルブは封魔球を破壊する為の月の神器を作り出した。
王都カデッサ陥落時に同時に破壊され、破壊神の魂が解放される。それによって月の御子なるものが誕生する事になった。
封魔球
破壊神の肉体の封印装置。五つの有翼人の都に設置されている。元々はシャルル・フラーマが水晶球の力を弱める為に作ったものだが、現在では破壊神の封印として作用している。これを停止させる為に月の神器が存在するが、それ以上の強大な力をぶつける事でも壊れ、王都カデッサのものはドラゴン戦役時代のメルブとジークの最終決戦に巻き込まれて、生都クリスタルパレスのものは神竜王が襲撃した際に神竜砲によって破壊されている。また、魔都アグリスではムートの爆発で壊れており（この際、ジークは用済みになった月の御鏡を叩き割っている）、実際に神器が使用されたのは法都ゼネバトスと死都メーフィルだけであった。
消幻石
スターダストを全て集めるとマーテルから貰うことの出来るアイテム。魔老ファウストの幻影を消す力を持っている。元々はドラゴン戦役の時代にファウストの強大な魔力を恐れたメルブ・フラーマが作った物。
スターダスト
古来より、集めると願いがかなうと言われる不思議な石。マーテルが重病の娘を治すために集めている。町やダンジョンの随所に散らばっており、ダートが冒険の中で集めた数に応じて様々なアイテムと交換してもらえる。実は春風の町ウララに住む有翼人が、人々に夢や希望を持ち続けるようになって欲しいという願いを込め、1万1千年前の自分達が行った過ちの償いのために作った物。
竜樹式（るじゅしき）武術
ハッシェルが使う古武術。ルジュの村でのみ伝承されている門外不出の格闘技。ハッシェルの習得するアディショナル技以外に、四神滅殺という禁断の奥義が存在する。門外不出ゆえに、ゲーリッヒ盗賊団の一人がこの武術の構えを取った際にハッシェルは驚く。そして首領の名がかつて破門した弟子の名であることを思い出した。

## 漫画版
ファミ通ブロスにてかぢばあたるにより連載された。全1巻。ブロスコミックスから2000年発売。

### ゲームとの主な違い
ゲームの第一章を漫画化したものだが、連載期間の都合などでゲームと異なる部分がある。 
- ヘルライナ監獄脱出からその足でホークスへ向かう。ゲームでは王都ベールでアルバートと謁見してから向かう。
- 第1章後半で行われる勇者大会がカットされている。そのためか、ドウエル戦の時点で仲間になっているはずのハッシェルが登場しない（作者は絶対描きたかったとコミックスで語っており、扉絵などでは描かれている）。ロイドが素顔で登場するのも、ゲームより早い。
- ラヴィッツが死亡しない。また、ゲームで、戦争はバージル側は劣勢であったが、漫画版ではフェルブランドをダートたちが倒した勢いから、優勢となっている。そのため、アルバートが月の宝玉を奪われる経緯がゲームとは全く異なる。
- ドウエルのドラグーンの鎧がハッシェルの物と同じデザインになっている（剣は持っている）。

## 小説版
タイトルは『レジェンド・オブ・ドラグーン セルディオ争乱』 全1巻。ファミ通文庫刊。伊豆平成著、新城カズマ監修、による小説。挿絵は井上純弌が担当。2000年発売。
漫画版同様に第一章がベースとなっているが、オリジナルの描写を挟みつつもストーリーの根幹は原作に忠実である。原作のあまりストーリーに関わらない中ボスとの戦いはほぼ割愛されている（作者のあとがきによると話の都合上仕方なくカットしたとの事）。

## 幻の続編
2012年に本作が、アメリカのゲームアーカイブスに当たるサービスPSone Classicsでの配信が決定した際、ソニーの吉田修平が受けたインタビューにて、当時、続編の構想があり、吉田が日本を離れた後にプリプロダクションも行われたが、諸事情により中止となり、制作チームも解散してしまったと語っている。